# Marcos Paulo Alves
Marcos Paulo Alves (Doresópolis, 11 maggio 1977) è un ex calciatore brasiliano, di ruolo centrocampista.

## Carriera
Sebbene avesse mostrato un grande potenziale da giovane, dopo periodi con diversi club europei, come Udinese, Sporting CP e Maccabi Haifa, si è ritrovato in Brasile a giocare in seconda divisione. A livello internazionale, ha giocato 18 volte per la nazionale brasiliana e ha segnato due gol (questa cifra include le partite in under 23 come le Olimpiadi). Il 27 luglio 2007, è passato in prestito allo Yokohama FC, squadra della J1 League, e dopo la retrocessione di Yokohama dalla J1 League, il 28 dicembre dello stesso anno si è trasferito allo Shimizu S-Pulse.

## Palmarès

### Club

#### Competizioni nazionali
- Campionato Mineiro: 4

Cruzeiro: 1996, 1997, 1998, 2002
- Coppa del Brasile: 2

Cruzeiro: 1996, 2000
- Copa Centro-Oeste: 1

Cruzeiro: 1999

#### Competizioni internazionali
- Coppa Libertadores: 1

Cruzeiro: 1997
- Recopa Sudamericana: 1

Cruzeiro: 1998
- Coppa America: 1

1999